# 三垣

《古今圖書集成》中的“斗魁戴匡六星太陽守一星圖”

《古今圖書集成》中的“天市垣七公七星圖”

三垣（「垣」，中古擬音：yan）為中国古代劃分星空的星官之一，與黃道帶上之二十八宿合稱三垣二十八宿。三垣包括上垣之太微垣、中垣之紫微垣及下垣之天市垣；三垣始見於唐初《开元占经》中。

## 敦煌星图中的三垣
在敦煌星图（S.3326）中，对太微、紫微、天市三垣均有描绘：

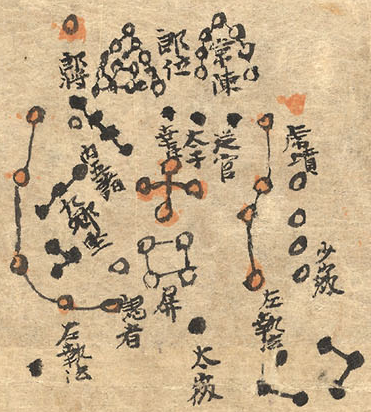
太微垣
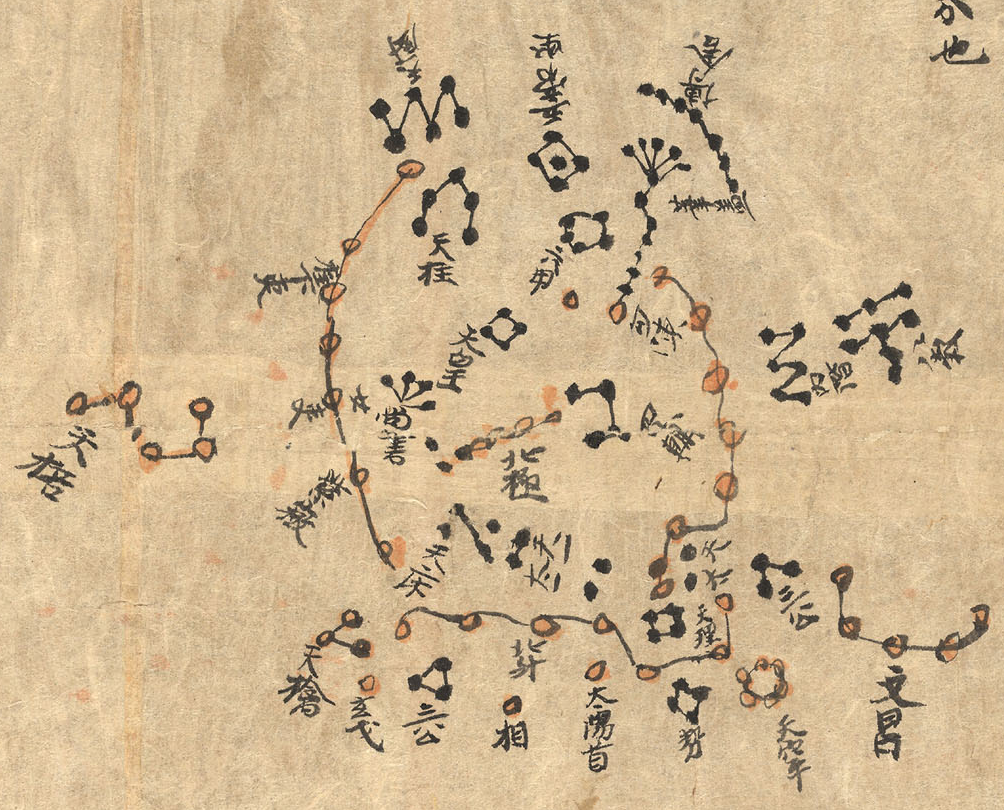
紫微垣
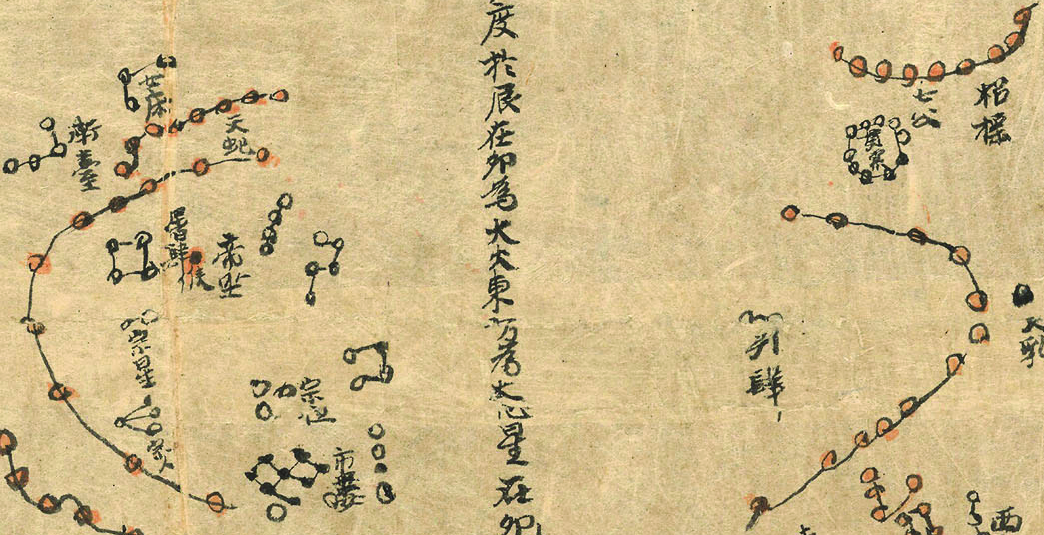
天市垣

## 大眾文化
在網路虛構小說SCP基金會的繁體中文分部中，三垣星官系統被採用為該社群的機動部隊編制名稱。「三垣」同時也是該創作社群所認定的組織領導階層稱號。

## 外部連結
- 中國星官、星區、星名中英對照表
- SCP基金會繁體中文分部：三垣中心頁 （页面存档备份，存于）